# Gheorghe Savu
Gheorghe Savu (n. 21 martie 1950) este un fost senator român în legislatura 2000-2004 ales în județul Ialomița pe listele PDSR. Gheorghe Savu a demisionat din Senat pe data de 21 decembrie 2000 și a fost înlocuit de senatoarea Elena Sporea. 
Cariera sa a început în anul 1990, când devine prefectul județului și președinte de județeană a tinerei formațiuni Frontul Democrat al Salvării Naționale.
Ocupă această funcție până în 1996, când dispare din peisajul administrativ până în anul 2000, când obține un mandat în fruntea Consiliului Județean Ialomița.